# Brandon Spearman
Brandon Lloyd Spearman (* 18. Juni 1991 in Chicago) ist ein US-amerikanischer Basketballspieler.

## Laufbahn
Spearman wuchs in Chicago auf und spielte an der Hales Franciscan High School sowie an der Simeon High School. Bei Simeon agierte er an der Seite des späteren NBA-Stars Jabari Parker. Seine College-Zeit verbrachte Spearman an drei verschiedenen Hochschulen: Jeweils ein Jahr an der University of Dayton und am Indian Hills Community College sowie die beiden letzten Saisons an der University of Hawaii.
Er verließ die Uni im Frühjahr 2014, absolvierte ein Probetraining beim NBA-Klub Indiana Pacers und spielte in Sommerligen in den USA. Sein Plan, beim Draft der NBA Development League von einer Mannschaft genommen zu werden, ging nicht auf. Im Januar 2015 ging Spearman nach Deutschland und unterschrieb beim SC Rist Wedel in der 2. Bundesliga ProB. Mit Wedel gelang ihm der Einzug in die ProB-Finalserie, Spearman erzielte in 18 Einsätzen für die Norddeutschen 17,1 Punkte und 4,9 Rebounds im Durchschnitt.
Zur Saison 2015/16 wurde er von den Gladiators Trier aus der 2. Bundesliga ProA unter Vertrag genommen. Er stieß mit Trier ins Halbfinale der Meisterrunde vor und war im Saisonverlauf mit 12,4 Zählern pro Spiel zweitbester Korbschütze der Mannschaft.
In der Saison 2016/17 führte Spearman die Moselaner als bester Werfer mit einem Schnitt von 15,8 Punkten je Spiel an. Mit der Mannschaft schied er im Playoff-Viertelfinale aus. Ihm gelang dann der Sprung in die Basketball-Bundesliga: In der Vorbereitung auf die Spielzeit 2017/18 nahm er zunächst auf Probe am Trainingsbetrieb des Erstligisten Science City Jena teil und wurde dann Mitte September 2017 fest unter Vertrag genommen. Bis Ende Januar 2018 kam er für die Thüringer in 17 Bundesliga-Spielen zum Einsatz und erzielte im Schnitt 7,2 Punkte je Begegnung. Am 25. Januar 2018 kam es zwischen Spearman und Jena zur Vertragsauflösung, er wechselte zum tschechischen Erstligisten BK JIP Pardubice. Mit Pardubice erreichte er das Playoff-Halbfinale und erzielte in 26 Einsätzen für die Mannschaft einen Punkteschnitt von 17,2. Nach dem Saisonende wechselte er in die Ligue Nationale de Basket Pro B, der zweiten französischen Liga, zu Orléans Loiret Basket. Dort kam er im Verlauf des Spieljahres 2018/19 auf 33 Hauptrundeneinsätze (13,2 Punkte/Spiel), stand in der Meisterrunde in sechs Begegnungen auf dem Feld (7,7 Punkte/Spiel) und schaffte mit der Mannschaft den Aufstieg in die erste Liga.
Ende Juli 2019 wurde Spearman vom ägyptischen Verein Al Gezira aus Kairo verpflichtet. Karhubasket Kauhajoki wurde ab Herbst 2020 sein nächster Arbeitgeber. Anfang Dezember 2020 kam es zur Trennung. In zehn Ligaeinsätzen hatte Spearman zuvor für den finnischen Erstligisten 14,1 Punkte je Begegnung erzielt. Ende Januar 2021 wurde er von Al Wakrah (Katar) unter Vertrag genommen. Der Verein Al Ittihad aus der syrischen Stadt Aleppo verpflichtete den US-Amerikaner im September 2022, im Dezember desselben Jahres wechselte Spearman zu al-Riyadi Amman nach Jordanien. Im April 2023 kehrte er zu Al Wakrah nach Katar zurück.
Ende Oktober 2023 spielte er erstmals für Al Salam (Saudi-Arabien). Er blieb bis zum Jahresanfang 2024 bei der Mannschaft, ging dann zu Ittihad Riadhi de Tanger nach Marokko. Spearman kehrte Ende Oktober 2024 nach Deutschland zurück und verstärkte fortan den Zweitligisten SG ART Giants Düsseldorf. Für die Rheinländer erzielte er bis zum Ende der Saison 2024/25 in 27 Spielen im Durchschnitt 10,1 Punkte je Begegnung. Anschließend wechselte Spearman zu den Titanes del Distrito Nacional in die Dominikanische Republik.